# ペルガモンのフィロポイメン
ペルガモンのフィロポイメン（ギリシア語: Φιλοποίμην、ラテン文字転記：Philopoimen）は紀元前2世紀のアッタロス朝の将軍である。
アッタロス朝の君主・アッタロス2世によってギリシアへと派遣されたフィロポイメンはローマの対アカイア同盟戦争に参加し、ルキウス・ムンミウス率いるローマ軍に同行した。紀元前146年のコリントスの戦いでコリントスが陥落した際、フィロポイメンは戦利品の一部を受け取った。

## 註
1. ↑  パウサニアス, VII, 16, 1
2. ↑  ibid, VII, 16, 8